# Липинський Микола Дмитрович
Микола Дмитрович Липинський (нар. 9 липня 1968, Черкаси, УРСР) — радянський та український футболіст, нападник та півзахисник.

## Життєпис
Займатися футболом Микола розпочинав у черкаській ДЮСШ при стадіоні «Спартак», де його першим тренером став Олександр Миколайович Блуд. Пізніше продовжив навчання в Харківському спортінтернаті, після закінчення якого став гравцем дублюючого складу дніпропетровського «Дніпра». Відігравши сезон за резервістів, молодий нападник був призваний до армії й направлений на Далекий Схід, де незабаром став виступати за армійську команду майстрів з Хабаровська.
Демобілізувавшись у 1988 році, Липинський повертається в Україну, де стає гравцем друголігової команди «Шахтар» (Павлоград). Кістяк колективу складали досвідчені футболісти й молодому гравцю не часто надавався шанс проявити себе в основному складі. По завершенню сезону Микола залишає гірників, перебравшись у білоруський клуб «Гомсільмаш». В команді з Гомеля Липинський отримує стабільну ігрову практику, але не дивлячись на це, приймає рішення переїхати в рідне місто, отримавши запрошення від одного зі своїх дитячих тренерів — Рудольфа Козенкова, який очолив на той час черкаський «Дніпро». Сезон 1990 року черкащани провели не дуже вдало, команда більшу частину першості перебувала у нижній частині турнірної таблиці і за підсумками чемпіонату фінішувала на 18 місці. Проте сезон для самого Липинського склався непогано, нападник стабільно виходив на поле в основному складі, був лідером атак команди, забивши 6 м'ячів та став її найкращим бомбардиром.
Сезон 1991 року, який став останнім в історії проведень чемпіонатів СРСР, Микола провів у команді «Нафтовик» (Охтирка), в складі якої став переможцем 1 зони другої ліги СРСР та чемпіоном Української РСР. У наступному році «нафтовики» стартували вже в першому незалежному чемпіонаті України. Дебют Липинського та його команди у вищій лізі відбувся 7 березня 1992 року, у виїзному поєдинку проти одеського СКА, в якому «Нафтовик» здобув перемогу з рахунком 1:0. Свій перший м'яч в елітному дивізіоні Микола забив 8 квітня 1992 року, в грі «Нафтовик» - «Волинь» 2:1, принісши перемогу своїй команді на 90 хвилині матчу. В цілому, свій перший сезон в еліті українського футболу, колектив провів невдало, посівши в підгрупі 8 місце й покинувши вищу лігу. Липинський, який стабільно грав в основному складі, забив лише 3 м'ячі, але навіть такий скромний показник дозволив нападнику стати найкращим бомбардиром команди.
Перше коло сезону 1992/93 років нападник провів граючи за «Нафтовик» в першій лізі, де встиг зіграти 17 поєдинків і забити 7 м'ячів. У 1993 році Липинський перебирається в словацький клуб «Слопод», який представляв місто Михайлівці, в складі якого виступали ще два футболісти з України — Михайло Савка й Роман Щур. Через деякий час форвард підписує контракт з іншим словацьким клубом — «Кошиці», в складі якого дебютує в турнірі Кубка володарів кубків УЄФА, де право виступати його новий клуб отримав як чинний володар Кубка Чехословаччини. У єврокубковому турнірі Микола вперше взяв участь в матчі-відповіді проти вільнюського «Жальгіріса», вийшовши на поле в стартовому складі. «Кошиці» за підсумками двох матчів здобули перемогу і вийшли в 1/16 фіналу, де зустрілися з турецьким «Бешикташем». Обігравши суперника на своєму полі 2:1, словацька команда поступилася в повторному матчі 2:0. У матчі-відповіді Микола знову вийшов в стартовому складі, зігравши свій другий матч в єврокубках. У чемпіонаті Словаччини український футболіст провів 14 поєдинків, а його команда фінішувала на 5 місці.
Влітку 1994 року, перебуваючи у відпустці в Україні, Микола отримує пропозицію від керівництва «Карпат» перейти у львівський клуб. Незважаючи на діючий річний контракт з «Кошицями», футболіст приймає пропозицію і вже в серпні, після того як «Карпати» владнали всі формальності з його колишнім клубом, стає повноправним гравцем львівського колективу, очолюваного тренером Мироном Маркевичем. У своїй новій команді, Липинський склав атакувальний дует з іншим нападником, Андрієм Покладком. За львівський клуб Микола дебютував 18 серпня, в поєдинку проти «Вереса», а вже в своєму третьому матчі, в якому «Карпати» приймали луганську «Зорю», відзначився і своїм першим голом, вразивши ворота луганської голкіпера Андрія Нікітіна вже на першій хвилині матчу . Цей м'яч, забитий незабаром після стартового свистка арбітра, став одним з найшвидших голів в історії львівського клубу. Незважаючи на стабільне місце в складі, навесні 1995 року форвард змушений був покинути Львів через конфлікт з одним із функціонерів клубу, який трапився напередодні матчу з дніпропетровським «Дніпром». Решту сезону нападник догравав у першолігової «Скалі» з міста Стрий, ставши одним з її лідерів. Провівши в колективі лише половину сезону, став найкращим бомбардиром команди, відзначившись 5 забитими м'ячами.
Друге коло наступного сезону Микола провів у ще одній команді першої ліги — «Явір», куди його запросив тренер Валерій Душков, який раніше працював з футболістом у «Нафтовику». Після закінчення сезону Липинський повертається в клуб з Охтирки, де відіграв півтора сезони. На початку 1998 року нападник переходить до запорозького «Торпедо», яке боролося за виживання у вищій лізі України. Досвідчений футболіст взяв участь тільки в двох поєдинках стартував другого кола чемпіонату та незабаром завершив ігрову кар'єру.

## Досягнення
- Друга ліга чемпіонату СРСР (зона 1)
  -  Чемпіон (1): 1991

- Чемпіонат УРСР
  -  Чемпіон (1): 1991